# Stephan V. (Ungarn)

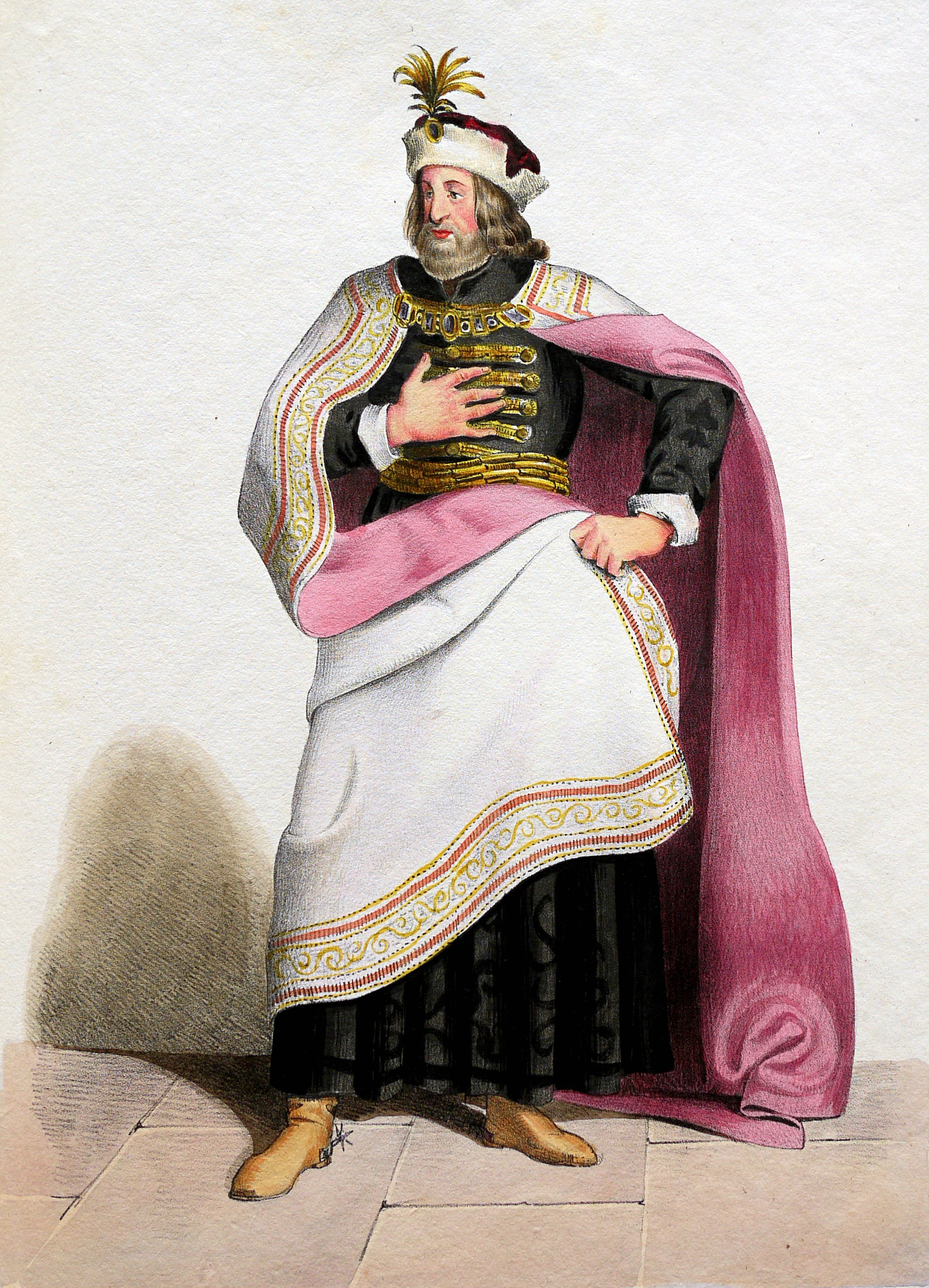
Stephan V., Lithographie von Josef Kriehuber nach einer Zeichnung von Moritz von Schwind, ca. 1828

Stephan V. (ungarisch V. István, kroatisch Stjepan VI.; * 1239; † 6. August 1272) war von 1270 bis 1272 König von Ungarn und Kroatien aus dem Haus der Árpáden.

## Werdegang
Stephan war ein Sohn von Béla IV. und Maria Laskaris, einer byzantinischen Kaisertochter und über seinen Vater ein Neffe der Heiligen Elisabeth von Thüringen. Er trug zunächst den Titel eines Herzogs von Transsylvanien, dann den eines steirischen Herzogs.
Der Krieg zwischen Béla IV. und dem böhmischen König Ottokar II. Přemysl endete 1254 mit dem Budaer Pakt. Dadurch erwarb Béla den Großteil der Steiermark, während das restliche Österreich an Ottokar fiel. Die Steiermark rebellierte und der von Béla ernannte ungarische Gouverneur wurde vertrieben. Danach wurde Stephan Prinz der Steiermark. Seine Herzogswürde endete, als Ottokar die Steiermark angriff und der böhmische König als Sieger der Schlacht bei Kressenbrunn 1260 verlangte im Frieden von Wien (1261), dass Béla auf seine westlichen Gebiete verzichte. Stephan wurde wieder Herzog von Transsylvanien.
1255 arrangierte sein Vater die Hochzeit mit Elisabeth, der Tochter des kyptschakischen Häuptlings. Obwohl Elisabeth vor der Ehe getauft worden war, betrachtete man das Paar als halb-heidnisch. Die Bindungen zu den Kyptschaken belasteten auch die Beziehungen zu Ottokar II. nachhaltig.

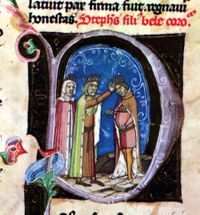
Stephan V.

1261 konnte Stephan seinen Vater überzeugen, ihm 29 Grafschaften als Belohnung für die Unterstützung im Krieg gegen Böhmen zu geben. Er wurde zum Juniorkönig gekrönt, und Ungarn de facto in zwei Teile gespalten, obwohl Stephan formal seinem Vater untergeordnet blieb. Dies endete im Bürgerkrieg, der mit einem Friedenspakt auf der Haseninsel (heute Margareteninsel) 1266 beigelegt wurde.
Stephan wurde 1270 gekrönt. Seine Kontakte zum böhmischen König verschlechterten sich infolge des Todes von Ulrich III., Herzog von Kärnten. Stephan und Ottokar schlossen zwar einen Waffenstillstand bei Preßburg (heute Bratislava) für zwei Jahre, doch die ungarischen Truppen attackierten Österreich und die Steiermark, dem 1271 der böhmische Angriff auf Ungarn folgte. Die Kämpfe unterschiedlichen Ausgangs wurden am 7. Februar 1271 durch den Preßburger Frieden beendet, der den Status quo wiederherstellte.
Stephan schloss einen Heiratspakt mit Karl II., König von Neapel. Durch dessen Heirat mit seiner Tochter Maria und die Heirat dessen Schwester Isabella von Anjou mit seinem Sohn Ladislaus IV./III. sicherte er seine Dynastie ab, was nach dem Aussterben der Árpáden im Jahre 1301 für die weitere ungarische Geschichte von Bedeutung war.

## Nachkommen
Mit Elisabeth 'der Kumanin' hatte er sieben Kinder:
- Elisabeth (*~1255, †~1313)
- Katharina (*~1256, †nach 1314)
- Maria (*~1257, † 25. März 1323)
- Mädchen (Name unbekannt)
- Anna (*~1260, † 1281)
- Ladislaus IV. (* 1262, † 10. Juli 1290)
- Andreas (* 1268, † 1278)